# María Amparo Carbonell Muñoz
María Amparo Carbonell Muñoz, född 9 november 1893 i Alboraya, Valencia, död 1 september 1936 i Barcelona, Katalonien, var en spansk romersk-katolsk nunna och martyr. Hon vördas som salig i Romersk-katolska kyrkan, med minnesdag den 1 september.

## Biografi
María Amparo Carbonell Muñoz avlade år 1923 sina eviga löften som salesiansyster. Trots att hon hade en bräcklig hälsa med återkommande febrar arbetade hon bland annat i klosterträdgården. I juli 1936 utbröt spanska inbördeskriget och de röda inledde förföljelser av katolska ordnar. Tillsammans med María del Carmen Moreno Benítez mördades María Amparo Carbonell Muñoz den 1 september 1936.
María Amparo Carbonell Muñoz saligförklarades av påve Johannes Paulus II den 11 mars 2001.